# Drusilla bulbosa
Drusilla bulbosa (лат.) — вид жуков-стафилинид рода Drusilla из подсемейства Aleocharinae.

## Распространение
Юго-Восточная Азия: Сабах (остров Калимантан, Малайзия).

## Описание
Мелкие коротконадкрылые жуки, длина около 5 мм. Тело и переднеспинка слабо блестящие. Тело чёрное, надкрылья и брюшко черновато-коричневые, пигидий красноватый, усики красноватые с базальным члеником красновато-бурым, вторым, третьим и тремя вершинными члениками и ногами желтовато-красными. Второй членик усика короче первого, третий длиннее второго, четвертый-десятый длиннее первого. Длина глаз равна длине заглазничной области при виде сверху. Ретикуляция головы и переднеспинки сильная, на надкрыльях отчётливая, на брюшке поперечная и заметная. Пунктировка головы довольно густая и поверхностная, переднеспинки отчетливая и довольно плотная, с четырьмя крупными дисковидными точками, расположенными прямоугольником; пунктировка надкрылий поверхностная, брюшка очень тонкая, поверхностная и редкая. Глубокая срединная бороздка переднеспинки не достигает переднего края и сзади заканчивается неглубокой ямочкой.
Антенны относительно длинные. Переднеспинка длиннее ширины, с широкой центральной бороздкой. Голова относительно небольшая и округлая, с чётко выраженной шеей и с очень коротким затылочным швом, оканчивающимся проксимальнее щеки.

## Систематика
Вид был впервые описан в 2014 году итальянским энтомологом Роберто Пачэ (1935—2017). Новый вид похож на Drusilla foeda с Борнео, и по своему габитусу и по форме сперматеки. Он отличается тем, что длина четвёртого членика усика больше его ширины (у D. foeda равны), а дистальная луковица семяприемника уже (0,04 мм) по сравнению с проксимальной луковицей (ширина 0,1 мм), тогда как у D. foeda дистальная луковица семяприемника имеет ширину 0,1 мм и немного уже проксимальной луковицы (ширина 0,11 мм). Вид и род относят к подтрибе Myrmedoniina в составе трибы Lomechusini.